# ورنک
ورنک (اسلوونیایی: Vernek) یک زیستگاه انسانی در اسلوونی است که در Lower Styria واقع شده‌است.

## خصوصیات
ورنک ۱٫۱۹ کیلومترمربع مساحت و ۵۰ نفر جمعیت دارد و ۲۵۲٫۱ متر بالاتر از سطح دریا واقع شده‌است.